# 維吉尼亞州第三步兵團
維吉尼亞州第三步兵團（英語：3rd Virginia Infantry Regiment）是美國南北戰爭時邦聯軍隊中的一支步兵團。

## 成立
維吉尼亞州第三步兵團早於1850年成立，至1856年加上志願兩字，到1861年正式為邦聯軍服務。

## 隸屬
第三步兵團是第一兵團中，詹姆斯·勞森·肯柏准將之軍旅中的一個步兵團，參與過不少主要戰役。

## 戰役
- 第一次馬納沙斯之役
- 威廉斯堡之役
- 七松坡之役
- 第二次馬納沙斯之役
- 弗雷德里克斯堡之役
- 蓋茨堡戰役
- 北安娜之役
- 冷港之役
- 彼得斯堡圍城戰
- 阿波馬托克斯戰役

## 外部連結
- 維吉尼亞州第三步兵團之歷史